# Johanneskirche (Barfelde)

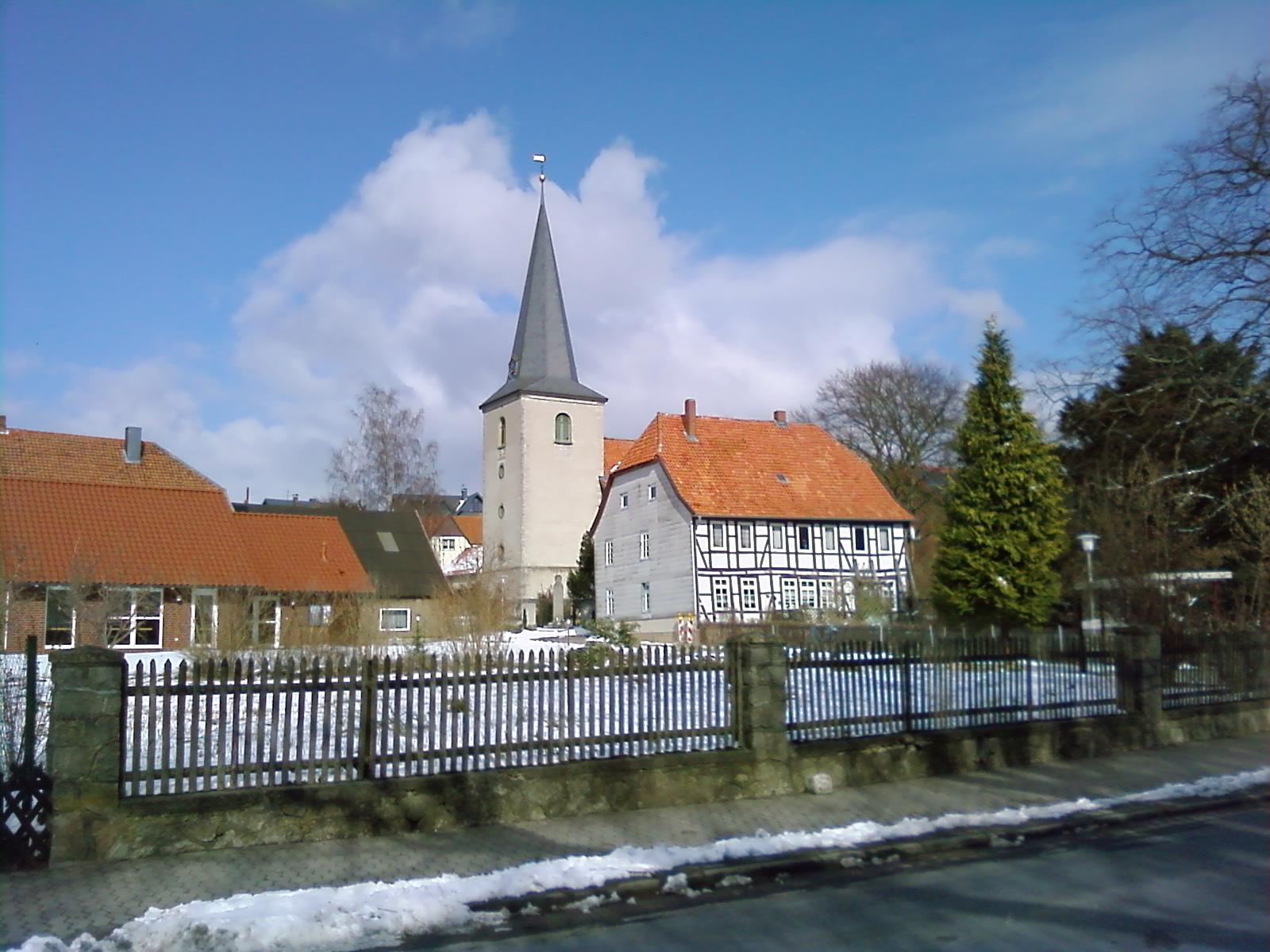
Johanneskirche

Die evangelisch-lutherische Johanneskirche steht in Barfelde, einem Ortsteil der Kleinstadt Gronau (Leine) im Landkreis Hildesheim in Niedersachsen. Die Kirche steht unter Denkmalschutz. Die Kirchengemeinde erhielt ihren Namen 1972 und ist seit 1976 mit der Kirchengemeinde in Betheln pfarramtlich verbunden. Sie gehören zum Kirchenkreis Hildesheimer Land-Alfeld im Sprengel Hildesheim-Göttingen der Evangelisch-lutherischen Landeskirche Hannovers.

## Beschreibung
Die Saalkirche aus verputzten Bruchsteinen wurde 1738 erbaut, wie dem Volutengiebel über dem Portal zu entnehmen ist. An das Kirchenschiff fügt sich im Osten ein Chor mit abgeflachtem fünfseitigen Abschluss an. Der mittelalterliche Kirchturm im Westen aus Bruchsteinen stürzte 1879 bei Sanierungsarbeiten ein und wurde 1880 durch einen neuen ersetzt. Er ist bedeckt mit einem verschieferten Helm, der vom Achteck in eine Spitze übergeführt ist. In seinem obersten Geschoss befindet sich hinter den Klangarkaden der Glockenstuhl, in dem zwei Kirchenglocken hängen. Die ältere wurde 1523 von Gerhard van Wou, die jüngere 1735 gegossen.
Der Innenraum ist mit einem hölzernen Spiegelgewölbe überspannt. Die Deckenmalerei stammt aus der Erbauungszeit. Über dem Chor ist die Himmelfahrt, in der Mitte die Blendung Sauls und über der Orgel eine Engelsmusik dargestellt. Die umlaufenden Emporen an der West-, der Nord- und der Südwand wurden Ende des 18. Jahrhunderts eingebaut. Über der Empore im Westen befindet sich noch eine für die Orgel. Bei der Renovierung 1972 wurden die Priechen am Altar entfernt und in die Sakristei hinter den Altar verlegt. Zur Kirchenausstattung gehört ein zweigeschossiger geschnitzter Kanzelaltar von 1747 mit Ornamenten eines Altars, der bereits um 1720 entstanden war.
Eine Orgel wurde schon im 17. Jahrhundert nachgewiesen. Mit dem Neubau des Kirchenschiffs wurde 1738 eine neue Orgel mit acht Registern, einem Manual und einem angehängten Pedal beschafft, deren Prospekt bis heute erhalten ist. Sie wurde 1835 durch Balthasar Conrad Euler repariert und in ihrer Disposition geändert. Ein Neubau mit 15 Registern, verteilt auf zwei Manuale und ein Pedal, erfolgte 1904 durch die Orgelbaufirma Faber & Greve, ein weiterer 1960/66 durch Firma Friedrich Weißenborn. Dabei wurden die Orgelpfeifen des Vorgängerinstruments teilweise wiederverwendet. 1979 wurde sie durch die Orgelbauwerkstatt Ludwig Hoffmann um zwei Register ergänzt.